# Старі Туймази
Старі Туймази́ (рос. Старые Туймазы, башк. Иҫке Туймазы) — село у складі Туймазинського району Башкортостану, Росія. Адміністративний центр Старотуймазинської сільської ради.
Населення — 1247 осіб (2010; 1223 у 2002).
Національний склад:
- башкири — 52 %
- татари — 44 %